# Balochititanops
Balochititanops es un género extinto de brontotérido de finales del Eoceno Temprano (edad del Ypresiense) hallado en los depósitos de Pakistán. Balochititanops es conocido a partir del holotipo GSP-UM 6532, un maxilar derecho con dientes, recuperados del área de Kingri, en el Balochistán. Muchos materiales referidos son conocidos e incluyen restos tanto del cráneo como del resto del esqueleto. Todos los especímenes aparecieron en numerosas localidades en Balochistan y al noroeste de la Frontier Province, de la parte superior de la Formación Ghazij. Fue descrito y nombrado originalmente por Pieter Missiaen, Gregg F. Gunnell y Philip D. Gingerich en 2011 y la especie tipo es Balochititanops haqi. Esta esṕecie es uno de los brontoterios más antiguos de Asia.